# Fulcanelli
Fulcanelli je pseudonym neznámého autora dvou stěžejních alchymistických knih  Tajemství katedrál  a Příbytky filosofů.

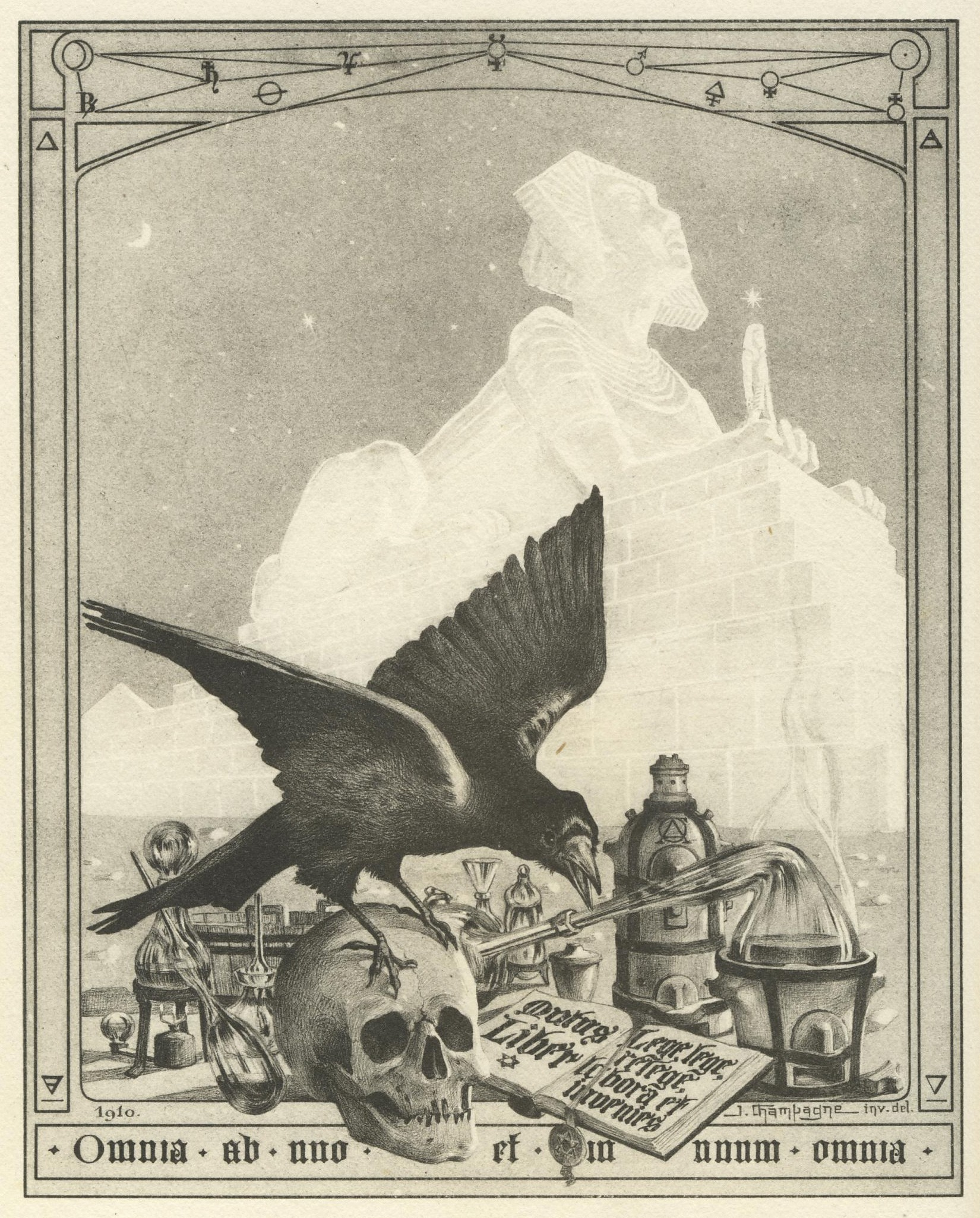
Frontispice spisu Tajemství katedrál Fulcanelliho (1926), od Juliena Champagna

Knihy Le Mystère des cathédrales (Tajemství katedrál) v roce 1926 a Les Demeures philosophales (Příbytky filosofů) v roce 1930 vyšly v pařížském nakladatelství Schemit pod autorským pseudonymem Fulcanelli. Tato díla nabízí dešifování alchymických symbolů několika památek, jako jsou například katedrála Notre-Dame v Paříži, katedrála v Amiens, na výzdobě paláce Lallemant v Bourges a další..
Obě knihy vydal a opatřil předmluvami v roce 1926 a 1930 jeho žák Eugene Canseliet. Prvá vydání byla ilustrována malířem a okultistou Julienem Champagnem. Od té doby vyšly v několika vydáních včetně české edice v nakladatelství Trigon. Někdy tomuto autorovi bývá připisováno, ať už právem či neprávem, i třetí dílo Finis Gloriae Mundi (Konec slávy světa).
O Fulcanelliho práci diskutovali historikové, jako byl Robert Halleux a Didier Kahn, kteří zpochybnili relevanci alchymistického výkladu studovaných objektů. Co se týče totožnosti osoby Fulcanelliho bylo vysloveno mnoho hypotéz, a byl shledáván v různých francouzských esotericích, včetně Canselieta a Champagna. Údajně se s ním měl kdysi setkat i Jacques Bergier, jeden z autorů díla Jitro kouzelníků, a to v prostorách výzkumné laboratoře pařížské plynárny. Jeho pseudonym bývá vykládán jako spojení jmen Vulkán a Eliáš..

## Česká vydání
- 1992 Tajemství katedrál a esoterický výklad hermetických symbolů Velkého Díla, Trigon Praha, ISBN 80-85320-29-0, 1. vydání, (Překlad: Vlastimil Šimek, Tomáš Vondrovic a Vladislav Zadrobílek)
- 1996 Příbytky filosofů, Trigon Praha, ISBN 80-85320-80-0 (soubor), 1. vydání, (Překlad: Ivo Purš, Martin Stejskal, Vlastimil Šimek, Tomáš Vondrovic a Vladislav Zadrobílek